# Xenopsylla skrjabini
Xenopsylla skrjabini är en loppart som beskrevs av Ioff 1930. Xenopsylla skrjabini ingår i släktet Xenopsylla och familjen husloppor. Inga underarter finns listade i Catalogue of Life.